# Daijiro Chirino
Daijiro Chirino (24 januari 2002) is een Nederlands-Curaçaos voetballer die als verdediger voor het Spaanse UD Almería speelt.

## Carrière
Chirino begon te voetballen in de jeugd van ASC Waterwijk. In 2014 maakte hij de overstap naar de jeugdopleiding van PEC Zwolle. In de voorbereiding van het seizoen 2020/21 trainde hij mee met de hoofdmacht. Op 18 december 2020 werd hij voor het eerst aan de wedstrijdselectie van de Zwollenaren toegevoegd in de thuiswedstrijd tegen FC Emmen. Op 12 augustus 2022 maakte hij zijn debuut in de hoofdmacht in de uitwedstrijd tegen Telstar. Een maand na zijn debuut tekende hij een nieuw contract tot juni 2025 bij de Zwolse club

## Carrièrestatistieken
| Seizoen                         | Club            | Land            | Competitie         | Competitie | Competitie | Beker | Beker | Internationaal | Internationaal | Overig | Overig | Totaal | Totaal |
| Seizoen                         | Club            | Land            | Competitie         | Wed.       | Dlp.       | Wed.  | Dlp.  | Wed.           | Dlp.           | Wed.   | Dlp.   | Wed.   | Dlp.   |
| ------------------------------- | --------------- | --------------- | ------------------ | ---------- | ---------- | ----- | ----- | -------------- | -------------- | ------ | ------ | ------ | ------ |
| 2020/21                         | PEC Zwolle      | Nederland       | Eredivisie         | 0          | 0          | 0     | 0     | –              | –              | 0      | 0      | 0      | 0      |
| 2021/22                         | PEC Zwolle      | Nederland       | Eredivisie         | 0          | 0          | 0     | 0     | –              | –              | 0      | 0      | 0      | 0      |
| 2022/23                         | PEC Zwolle      | Nederland       | Eerste divisie     | 29         | 1          | 1     | 0     | –              | –              | 0      | 0      | 30     | 1      |
| 2023/24                         | PEC Zwolle      | Nederland       | Eredivisie         | 0          | 0          | 0     | 0     | –              | –              | 0      | 0      | 0      | 0      |
| 2023/24                         | CD Castellón    | Spanje          | Primera Federación | 0          | 0          | 0     | 0     | –              | –              | 0      | 0      | 0      | 0      |
| Carrière totaal                 | Carrière totaal | Carrière totaal | Carrière totaal    | 29         | 1          | 0     | 0     | 0              | 0              | 0      | 0      | 30     | 1      |
| Bijgewerkt tot 1 september 2023 |                 |                 |                    |            |            |       |       |                |                |        |        |        |        |

## Interlandcarrière
Nederland onder 18
Op 7 september 2019 debuteerde Chirino in het Nederland –18, tijdens een vriendschappelijk duel tegen Verenigde Staten –18. De wedstrijd eindigde in 1–3.
| Interlands van Daijiro Chirino voor Nederland –18 | Interlands van Daijiro Chirino voor Nederland –18 | Interlands van Daijiro Chirino voor Nederland –18 | Interlands van Daijiro Chirino voor Nederland –18 | Interlands van Daijiro Chirino voor Nederland –18 | Interlands van Daijiro Chirino voor Nederland –18 |
| ?                                                 | Datum                                             | Wedstrijd                                         | Uitslag                                           | Soort wedstrijd                                   | Doelpunten                                        |
| Als speler bij PEC Zwolle                         | Als speler bij PEC Zwolle                         | Als speler bij PEC Zwolle                         | Als speler bij PEC Zwolle                         | Als speler bij PEC Zwolle                         | Als speler bij PEC Zwolle                         |
| ------------------------------------------------- | ------------------------------------------------- | ------------------------------------------------- | ------------------------------------------------- | ------------------------------------------------- | ------------------------------------------------- |
| 1.                                                | 7 september 2019                                  | Nederland – Verenigde Staten                      | 1 – 3                                             | Vriendschappelijk                                 | 0                                                 |
| 2.                                                | 9 september 2019                                  | Nederland – Mexico                                | 1 – 2                                             | Vriendschappelijk                                 | 0                                                 |

Nederland onder 17
Op 10 februari 2019 debuteerde Chirino in het Nederland –17, tijdens een vriendschappelijk duel tegen Portugal –17. De wedstrijd eindigde in 2–1.
| Interlands van Daijiro Chirino voor Nederland –17 | Interlands van Daijiro Chirino voor Nederland –17 | Interlands van Daijiro Chirino voor Nederland –17 | Interlands van Daijiro Chirino voor Nederland –17 | Interlands van Daijiro Chirino voor Nederland –17 | Interlands van Daijiro Chirino voor Nederland –17 |
| ?                                                 | Datum                                             | Wedstrijd                                         | Uitslag                                           | Soort wedstrijd                                   | Doelpunten                                        |
| Als speler bij PEC Zwolle                         | Als speler bij PEC Zwolle                         | Als speler bij PEC Zwolle                         | Als speler bij PEC Zwolle                         | Als speler bij PEC Zwolle                         | Als speler bij PEC Zwolle                         |
| ------------------------------------------------- | ------------------------------------------------- | ------------------------------------------------- | ------------------------------------------------- | ------------------------------------------------- | ------------------------------------------------- |
| 1.                                                | 10 februari 2019                                  | Portugal – Nederland                              | 1 – 2                                             | Vriendschappelijk                                 | 0                                                 |